# Đảng Dân chủ Tự do (Anh)
Đảng Dân chủ Tự do (Lib Dems, Liberal Democrats) là một đảng chính trị tự do ở Vương quốc Anh. Đảng này có 11 thành viên của Quốc hội tại Hạ viện, 89 thành viên của Hạ viện, năm thành viên của Quốc hội Scotland và có một thành viên trong cả Quốc hội Wales và Quốc hội Luân Đôn. Đảng này thành lập một chính phủ liên minh của Vương quốc Anh với Đảng Bảo thủ từ năm 2010 đến 2015. Nó hiện cũng đang liên minh với Đảng Lao động trong chính phủ xứ Wales đã bị giải thể, và cũng đã thành lập liên minh với Đảng Lao động ở Scotland.
Năm 1981, một liên minh bầu cử đã được thành lập giữa Đảng Tự do, một nhóm là hậu duệ trực tiếp của Whigs thế kỷ 18 và Đảng Dân chủ Xã hội (SDP), một nhóm chia rẽ từ Đảng Lao động. Năm 1988, các đảng sáp nhập với tư cách là đảng Dân chủ Xã hội và Tự do, lấy tên hiện tại của họ hơn một năm sau đó. Dưới sự lãnh đạo của Paddy Ashdown và sau này là Charles Kennedy, đảng đã phát triển trong những năm 1990 và 2000, tập trung các chiến dịch của mình vào các ghế cụ thể và trở thành đảng lớn thứ ba trong Hạ viện. Dưới sự lãnh đạo của Nick Clegg, Đảng Dân chủ Tự do là đối tác cấp dưới trong chính phủ liên minh lãnh đạo bảo thủ của David Cameron, trong đó Clegg giữ chức Phó Thủ tướng. Mặc dù nó cho phép họ thực hiện một số chính sách của mình, liên minh đã làm hỏng triển vọng bầu cử của Lib Dems và nó đã chịu tổn thất nặng nề trong cuộc tổng tuyển cử năm 2015. Theo đó, dưới sự lãnh đạo của Tim Farron, Vince Cable và Jo Swinson, nó đã tập trung lại thành một đảng chống lại Brexit.